# Atqasuk
Atqasuk es una ciudad situada en el borough de North Slope en el estado estadounidense de Alaska. Según el censo de 2010 tenía una población de 233 habitantes.

## Demografía
Según el censo de 2010, Atqasuk Pass tenía una población en la que el 6,9% eran blancos, 0,0% afroamericanos, 92,3% amerindios, 0,0% asiáticos, 0,0% isleños del Pacífico, el 0,0% de otras razas, y el 0,9% pertenecían a dos o más razas. Del total de la población el 2,2% eran hispanos o latinos de cualquier raza.

## Localidades adyacentes
El siguiente diagrama muestra a las localidades más próximas a Atqasuk.